# Lycenchelys uschakovi
Lycenchelys uschakovi és una espècie de peix de la família dels zoàrcids i de l'ordre dels perciformes.

## Morfologia
- Els mascles poden assolir 25,4 cm de longitud total.[4][5]

## Hàbitat
És un peix marí i d'aigües profundes que viu entre 3.960-4.070 m de fondària.

## Distribució geogràfica
Es troba al Pacífic nord-occidental: Rússia.

## Observacions
És inofensiu per als humans.